# 4-羟二异丙基色胺
4-羟基-N,N-二异丙基色胺（英語：4-Hydroxy-di-isopropyl-tryptamine，4-HO-DiPT或Iprocin）是一种人工合成的致幻剂，与脱磷酸裸盖菇素结构相似，也是色胺的衍生物。

## 效应
4-HO-DiPT的效应与其他血清素致幻剂如D-麦角酸二乙胺和裸盖菇素类似。